# Săn thỏ

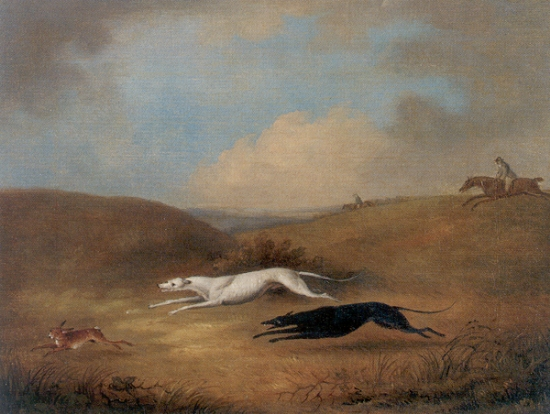
Hai con chó săn đang rượt theo một con thỏ

Săn thỏ là hình thức săn bắt động vật thể hiện bằng việc rượt đuổi theo những con thỏ đồng với những con chó săn greyhound và hay những con chó săn đuổi khác mà chúng đuổi theo thỏ bằng tầm nhìn chứ không phải bằng việc đánh hơi. 

## Tổng quan
Săn thỏ là một môn thể thao cạnh tranh, trong đó những con chó được kiểm tra về khả năng chạy của chúng để có thể rượt kịp và tóm lấy một con thỏ chứ không bằng việc đánh bẩy. Săn thỏ có một số biến thể trong các quy tắc của nó trên toàn thế giới. Sự đuổi theo không chính thức có thể là một hình thức thực sự của săn bắn. So với những thú săn bắn khác, chẳng hạn như săn dã thú như săn hổ, săn gấu hoặc săn lợn rừng thì săn thỏ không đưa lại mối nguy hiểm nào cho người đi săn. Săn thỏ để thỏa mãn thú vui và còn là hình thức kiếm thực phẩm thịt thỏ.

## Lịch sử
Dấu vết sơ khai của giống chó săn thỏ đã xuất hiện từ thiên niên kỷ thứ VIII trước Công nguyên. Có lẽ con chó săn thỏ đã từng là bạn đồng hành trong các cuộc đi săn của người tiền sử thời đại đồ đá cũ. Nòi tesem hay chó săn thỏ Ai Cập và nòi sloughi của vùng đồng cỏ Trung Âu. Nòi sloughi còn hiện diện ở đảo Crète, ở Hy Lạp, Tây Ban Nha, cả quần đảo Anh quốc... và sẽ có mặt ở vùng Bắc Phi, giống chó săn thỏ greyhound. Tính ưu việt của chó đua tốc độ đã được khẳng định từ lâu. Sử gia La Mã Arrien ở thế kỷ II từng viết rằng người Cetle thời ấy hay chơi trò thả hai con chó săn thỏ đuổi theo một con thỏ rừng trên khoảnh đất trống.
Dù cho mục đích thể thao hoặc săn bắn, săn thỏ ở châu Âu trong lịch sử được giới hạn cho các điền chủ, lãnh chúa (chủ sở hữu đất) và tầng lớp quý tộc, những người sử dụng chó săn, quyền sở hữu trong số đó là vào các thời điểm lịch sử nhất định bị cấm đối với các tầng lớp xã hội thấp hơn. Vào cuối thế kỷ 19, săn thỏ đã trở thành một môn thể thao đẳng cấp. Ở Anh, dưới thời Elisabeth đệ nhất, kiểu săn thỏ rừng như trên được gọi là "coursing". Được hợp thức hóa vào thế kỷ XVII, nó tạo tiền đề cho việc tổ chức các cuộc đua cá độ. Năm 1836. Cuộc đua nổi tiếng nhất nước Anh - có tên gọi Waterloo Cup - ra đời và vẫn còn đến ngày nay. Năm 1876, ở xứ Walles (Anh), người ta dùng con mồi giả kéo bằng tời. Đến năm 1920, con mồi giả này được thay thế bởi con thỏ rừng bằng điện, một sáng chế của người Mỹ.
Môn thể thao trở nên phổ biến ở châu Âu trong thế kỷ 19. Trong những thập kỷ gần đây một số tranh cãi đã phát sinh xung quanh nó, với một số xem trò này như là một trò chơi đẫm máu tàn nhẫn và những người khác thì xem nó như là một hoạt động truyền thống hỗ trợ trong việc bảo tồn các quần thể thỏ và kiểm tra khả năng của chó săn. Từ năm 2005, săn thỏ được coi là bất hợp pháp trên khắp nước Anh, nhưng vẫn tiếp tục ở những nơi khác trên thế giới như là một môn thể thao cạnh tranh có trả giá, đặc biệt là ở Ireland và Tây Ban Nha, cũng như ở Nga và Tây Hoa Kỳ.

## Hình thức

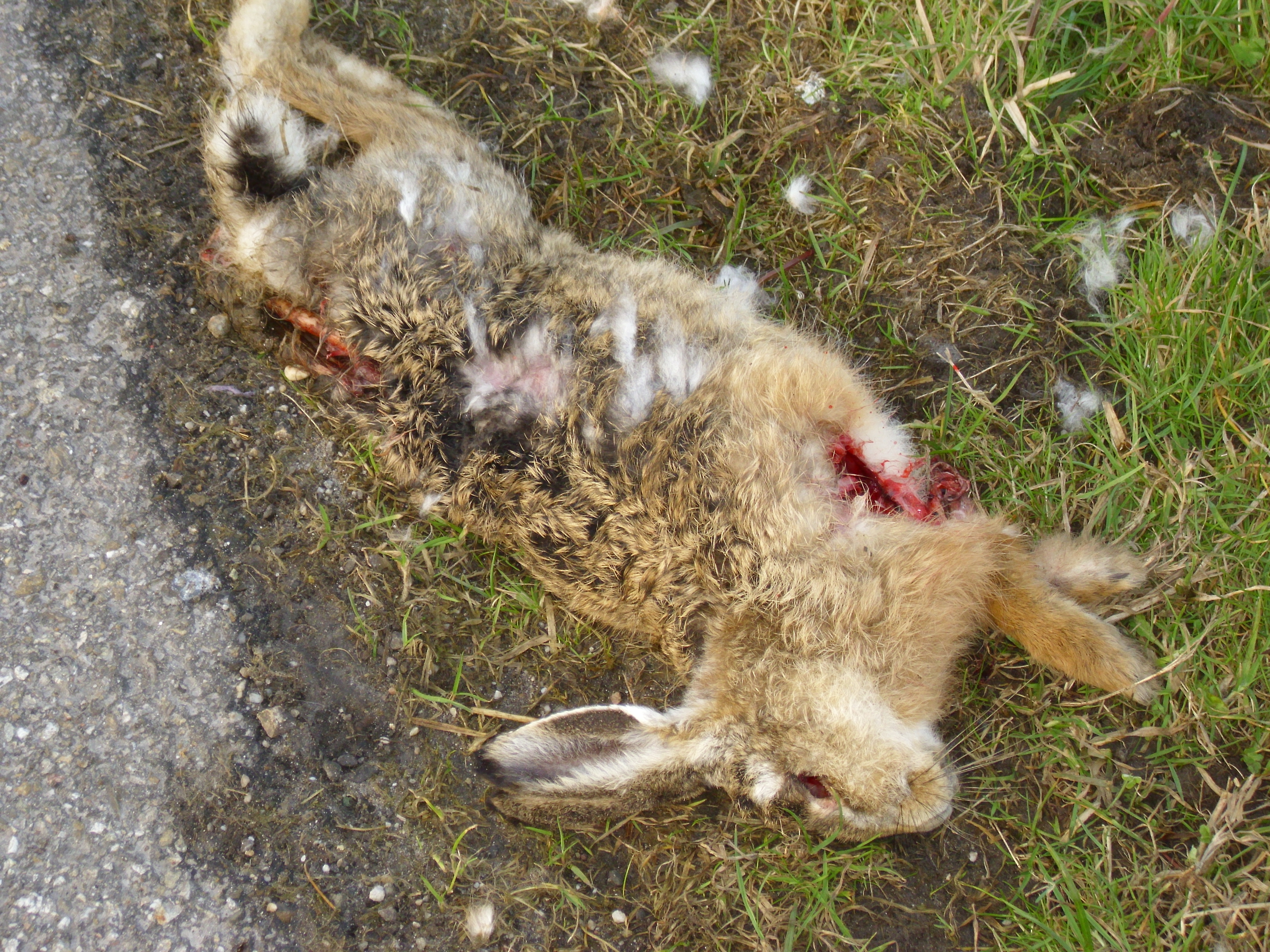
Một chiến lợi phẩm sau khi săn thỏ

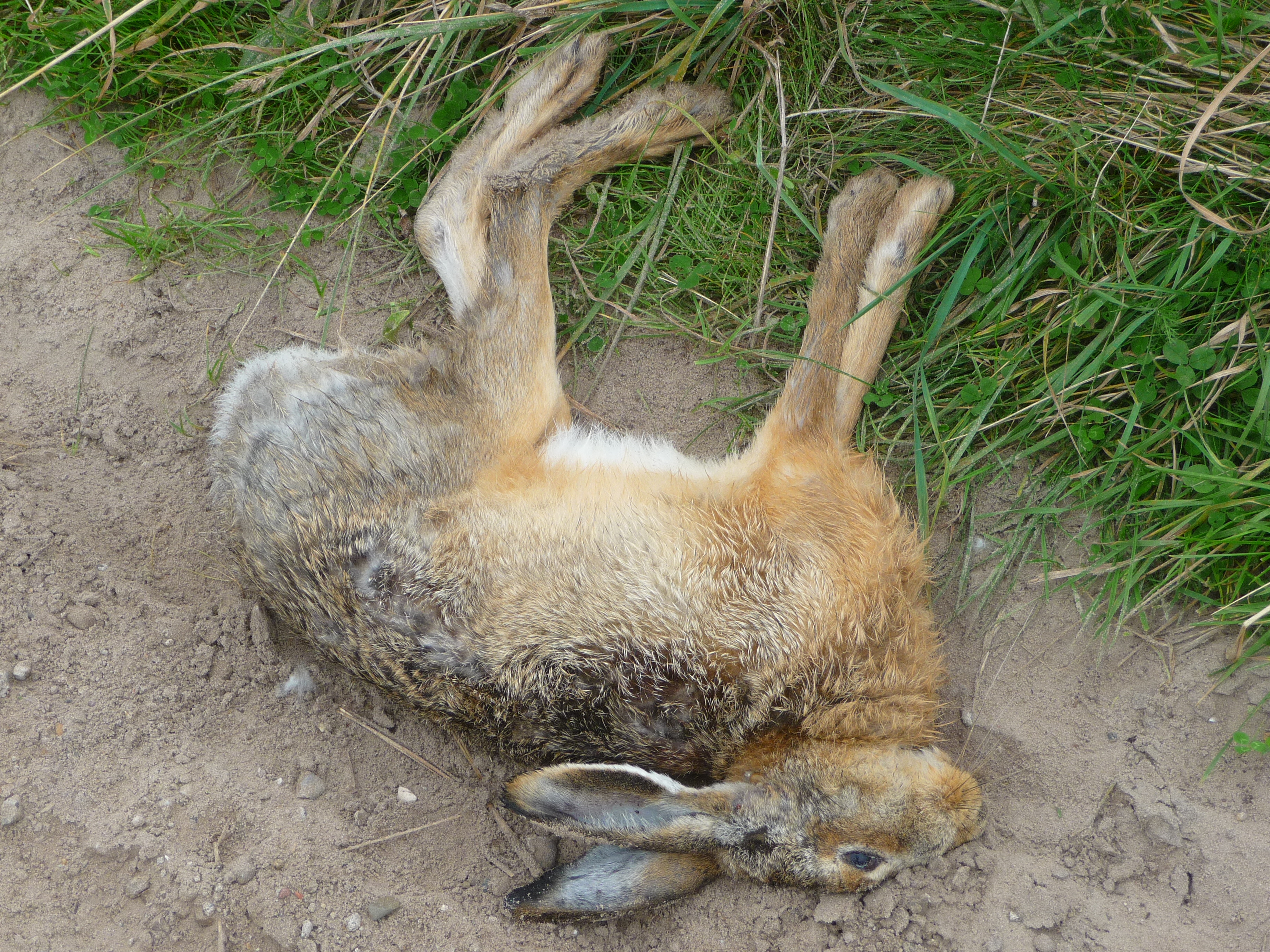

Sự rượt đuổi là một kỹ thuật săn bắn lâu đời được thực hành với greyhound, hoặc giống săn đuổi khác. Hình thức lâu đời nhất của săn thỏ chỉ đơn giản là liên quan đến việc hai con chó đuổi theo một con thỏ, kẻ chiến thắng là con chó bắt được thỏ, đây có thể là thể thao, tìm kiếm thực phẩm hoặc kiểm soát dịch hại. Theo giao kèo của trò chơi trong việc theo đuổi của thỏ được đưa ra một sự khởi đầu (được gọi pháp luật công bằng), thường là từ 80-100 mét.
Săn thỏ ở Anh thì người ta cho thỏ chạy khoảng 40–45 km/h (24-26 mph) sẽ kéo dài khoảng 35-40 giây hơn một phần ba của một dặm (0,5 km), sau đó những con chó săn thỏ sẽ đuổi theo bắt đầu bắt kịp với nó. Nhưng những con greyhound lớn hơn nhiều so với thỏ rừng nhưng ít nhanh nhẹn chúng nhận thấy thỏ một cách khó khăn và khó trong việc để làm theo lần theo dấu thỏ. Sự nhanh nhẹn này là một lợi thế cho thỏ giúp nó thành công trong việc trốn thoát. Mùa săn thỏ ở Vương quốc Anh kéo dài từ 1 Tháng Mười đến ngày 28 tháng 2.
Săn thỏ là phổ biến tại Cộng hòa Ai-len. Có một số sự khác biệt giữa các quy tắc của săn thỏ trong Vương quốc Anh và săn thỏ ở Ailen, bởi vì thỏ rừng không phải là nhiều trong tất cả các phần của đảo Ireland chủ yếu là do hoạt động nông nghiệp hiện đại. Thay vì được săn thỏ trên đất trống, Ailen cho thỏ chạy trong một bao vây an toàn trong một khoảng cách nhất định trong khi đó, hình thức của Anh thì những con chó chiến thắng ghi điểm.
Chó săn thỏ đã được du nhập vào châu Mỹ cho môn thể thao và niềm vui, giúp nông dân kiểm soát những con thỏ hoang, săn thỏ ở đây diễn ra lên đến bốn con chó đuổi theo một con thỏ. Ở những nơi khác, chẳng hạn như ở Anh, thỏ rừng không phải luôn luôn được coi là loài gây hại, và có kế hoạch hành động loài nhằm làm tăng đáng kể số lượng của chúng.
Đối với việc săn thỏ của tầng lớp bình dân, nếu thợ săn mà không có con chó săn có các tùy chọn sau đây. Một thợ săn, một mình hoặc với một đối tác, đi qua các địa điểm có thể có của nơi ẩn náu của thỏ, họ sẽ xua đuổi con thỏ ra. Trong mùa đông là một lợi thế là có thể nhìn thấy thỏ sau khi tuyết tươi và cho phép các thợ săn để xác định vị trí nơi ẩn náu. Sau đó, thợ săn với vũ khí tầm ngắn có thể rà soát các vị trí để tìm thỏ và bắn nó bất động.